# Veľká Lomnica-Golf
Veľká Lomnica-Golf – przystanek kolejowy w miejscowości Wielka Łomnica, w powiecie Kieżmark, w kraju preszowskim, na Słowacji. Położony jest na odgałęzieniu linii nr 185 do Tatrzańskiej Łomnicy.
Przystanek został otwarty 18 grudnia 2008. Nazwa pochodzi od pobliskiego pola golfowego.